# ジョルジェ・ゴルディッチ
ジョルジェ・ゴルディッチ（セルビア語: Ђорђе Гордић, Đorđe Gordić、2004年11月5日 - ）は、セルビアのサッカー選手。ポジションはMF。

## クラブ歴
FKムラドスト・ルチャニの下部組織出身で、2021年5月18日に行われたシーズン最終節でトップチーム初出場を記録した。同年12月15日の試合で選手初得点を記録した。
2023年1月3日にチャレンジャー・プロ・リーグのロンメルSKに4年半契約で完全移籍した。

## 代表歴
年代別代表としてU-17からの各年代で出場経歴がある。2022年にはUEFA U-19欧州選手権2022に出場した。